# Apyretina catenulata
Apyretina catenulata är en spindelart som först beskrevs av Simon 1903.  Apyretina catenulata ingår i släktet Apyretina och familjen krabbspindlar.
Artens utbredningsområde är Madagaskar. Inga underarter finns listade i Catalogue of Life.